# Czachówki
Czachówki [t͡ʂUnˈxufki] (en alemán: Schackenhof) es un pueblo en el distrito administrativo de Gmina Biskupiec, dentro del condado de Nowe Miasto, voivodato de Varmia y Masuria, en Polonia del norte. Se ubica aproximadamente a 5 kilómetros al este de Biskupiec, a 14 kilómetros al noroeste de Nowe asto Lubawskie, y a 80 kilómetros al suroeste de la capital regional Olsztyn.